# Ракетный удар по Яворовскому полигону
Ракетный удар по Яворовскому военному полигону был нанесён российскими войсками 13 марта 2022 года в ходе вторжения России на Украину.

## Место событий
Яворовский военный полигон расположен в Львовской области в нескольких десятках километров от украинско-польской границы. На полигоне расположен Международный центр миротворчества и безопасности, ранее использовавшийся НАТО как площадка для обучения украинских солдат. По данным представителя НАТО, на полигоне не было персонала альянса; по данным украинских СМИ, все иностранные инструкторы были вывезены с полигона в середине февраля 2022 года, ещё до начала российского вторжения.
Полигон использовался как центр тренировки иностранных добровольцев, приехавших воевать на стороне Украины после начала российского вторжения: по словам начальника управления международной технической помощи и международного сотрудничества Львовской областной государственной администрации Романа Шепеляка, полигон выполняет задачу по сбору иностранных добровольцев, откуда они распределяются по местам несения службы. По данным украинского военного чиновника, опрошенного американским изданием The New York Times, на базе тренировались до тысячи иностранных добровольцев из Интернационального легиона обороны Украины.

## Ракетный удар
По словам главы Львовской области Максима Козицкого, полигон был атакован российскими самолётами с аэродрома в Саратове, вылетевшими в акваторию Чёрного моря и совершившими удар без залёта на территорию Украины. Россия, по украинским данным, выпустила почти 30 ракет. Один из украинских офицеров сообщил агентству Reuters, что на полигоне было по крайней мере шесть крупных взрывов.
В 2024 году наводчик — житель Украины и бывший сотрудник КГБ — был осуждён на 15 лет лишения свободы.

## Потери
В июне 2022 года Служба безопасности Украины сообщила, что погибли более 50 военнослужащих и почти 150 были ранены. Позже было установлено всего 64 погибших.